# 91-es villamos (Prága)
A prágai 91-es jelzésű villamos a Divoká Šárka és a Nádraží Strašnice között közlekedik éjszaka, többnyire a nappali 26-os és 10-es villamosok útvonalán.

## Története
2017. április 28-áig 51-es jelzéssel közlekedett.

## Útvonala
| Nádraží Strašnice felé | Divoká Šárka felé |
| --- | --- |
| Divoká Šárka – Evropská – Svatovítská – Milady Horákové – Dukelských hrdinů – Nábřeží Kapitána Jaroše – Štefanikův most – Revoluční – Námeští Republiky – Na Poříčí – Havličkova – Dlážděná – Jindřišská – Vodičkova – Lazarská – Spálená – Karlovo náměstí – Ječná – Jugoslávská – Náměstí Míru – Blanická – Korunní – Jičínská – Vinohradská – Starostrašnická – V Olšinách – Průběžná – Nádraží Strašnice | Radošovická – Radošovická – Průběžná – V Olšinách – Starostrašnická – Vinohradská – Jičínská – Korunní – Blanická – Náměstí Míru – Jugoslávská – Ječná – Kárlovo náměstí – Spálená – Lazarská – Vodičkova – Jindřišská – Dlážděná – Na Poříčí – Námeští Republiky – Revoluční – Štefanikův most – Nábřeží Kapitána Jaroše – Dukelských hrdinů – Milady Horákové – Svatovítská – Evropská – Divoká Šárka |

## Megállóhelyei
| 0  | Divoká Šárka végállomás      | 66 | 910                                           |
| 1  | Vozovna Vokovice             | 64 |                                               |
| 2  | Nad Džbánem                  | 63 |                                               |
| 3  | Nádraží Veleslavín           | 62 |                                               |
| 4  | Červený Vrch                 | 61 |                                               |
| 5  | Sídliště Červený Vrch        | 59 |                                               |
| 7  | Bořislavka                   | 58 | 907                                           |
| 8  | Na Pískách                   | 57 |                                               |
| 9  | Hadovka                      | 56 |                                               |
| 10 | Thákurova                    | 55 |                                               |
| 12 | Dejvická                     | 54 | 902, 909, 954                                 |
| 13 | Vítězné náměstí              | 52 | 902, 909, 954                                 |
| 16 | Hradčanská                   | 50 | 96, 97 907, 909                               |
| 18 | Sparta                       | 48 | 96                                            |
| ∫  | Korunovační                  | 47 | 96                                            |
| 20 | Letenské náměstí             | 46 | 96                                            |
| 21 | Kamenická                    | 45 | 96                                            |
| 23 | Strossmayerovo náměstí       | 42 | 93, 94, 96                                    |
| 25 | Nábřeží Kapitána Jaroše      | ∫  | 93, 94, 96                                    |
| 27 | Dlouhá třída                 | 39 | 94, 96 905, 907, 909, 911                     |
| 28 | Náměstí Republiky            | 38 | 94, 96 905, 907, 909, 911                     |
| 29 | Masarykovo nádraží           | 35 | 92, 94, 96 905, 907, 908, 911                 |
| 32 | Jindřišská                   | 33 | 92, 94, 95, 96, 98                            |
| 34 | Václavské náměstí            | 32 | 92, 94, 95, 96, 98                            |
| 35 | Vodičkova                    | 30 | 92, 94, 95, 96, 98                            |
| 36 | Lazarská                     | 25 | 92, 93, 94, 95, 96, 97, 98, 99                |
| ∫  | Novoměstská radnice          | 24 | 92, 93, 94, 95, 96, 97, 99                    |
| 43 | Karlovo náměstí              | 23 | 92, 93, 94, 95, 96, 97, 99 904, 907, 908, 910 |
| 45 | Štěpánská                    | 22 | 96, 97, 99 904, 907, 908, 910                 |
| 47 | I. P. Pavlova                | 20 | 96, 97, 99 904, 905, 907, 908, 910, 911       |
| 48 | Náměstí Míru                 | 18 | 97, 99                                        |
| 51 | Šumavská                     | 16 |                                               |
| 52 | Vinohradská vodárna          | 15 |                                               |
| 53 | Perunova                     | 14 |                                               |
| 54 | Orionka                      | 13 | 913                                           |
| 56 | Flora                        | 11 | 98 913                                        |
| 57 | Olšanské hřbitovy            | 10 | 98                                            |
| 58 | Želivského                   | 9  | 98                                            |
| 59 | Želivského                   | 8  | 98                                            |
| 60 | Vinohradské hřbitovy         | 7  |                                               |
| 61 | Krematorium Strašnice        | 6  |                                               |
| 62 | Vozovna Strašnice            | 5  | 95                                            |
| ∫  | Vozovna Strašnice            | 4  | 95                                            |
| 63 | Nad Primaskou                | ∫  | 95                                            |
| 64 | Strašnická                   | 3  | 95 901, 906                                   |
| 66 | Na Hroudě                    | 2  | 97, 99 901, 906                               |
| 67 | Nádraží Strašnice végállomás | 1  | 97, 99 901, 906                               |
| ∫  | Radošovická végállomás       | 0  |                                               |